# Dodgeville, Wisconsin
Dodgeville este o localitate, municipalitate și sediul comitatului Iowa, statul Wisconsin,  Statele Unite ale Americii.
1. ↑  2010 U.S. Gazetteer Files, accesat în 9 iulie 2020